# WHITE PRAYER
「WHITE PRAYER」（ホワイト・プレイヤー）は日本のヴィジュアル系ロックバンドアリス九號.の楽曲であり、通算9枚目のシングルとして2007年6月6日にキングレコードよりリリースされた。

## 解説
表題曲は中京テレビ『いただきマッスル!』エンディングテーマ曲。
初回限定盤および通常盤の2タイプでリリースされ、初回限定盤には表題曲のPVを収録したDVDが付属していた。通常盤は、初回限定盤に未収録の楽曲を含む計3曲が収録された。購入者特典シリアルナンバー入り。

## 批評
CDジャーナルは「2007年3月リリースの『JEWELS』がアリス九號.としてのポップ感を追求した作品だったのに対し、今回は持ち前のキャッチーさの中にもバンドのエモーションやダイナミズムを前面に押し出した仕上がりに。疾走感が快い『ストレイキャット』ともどもライヴ映えしそうなナンバーである。」と批評した。

## チャート成績
本作品はオリコン週間シングルチャートでは、2007年6月18日付で初登場・最高順位ともに12位を記録した。計6週にわたって同チャート200位圏内にランクインし、その間に約1.6万枚を売り上げた。また2007年6月度の月間チャートでは42位にランクインした。

## 収録曲
初回限定盤
| 全作詞: 将、全作曲: アリス九號.。 |                      |      |             |      |
| #                                 | タイトル             | 作詞 | 作曲・編曲  | 時間 |
| 1.                                | 「WHITE PRAYER」     | 将   | アリス九號. | 4:01 |
| 2.                                | 「ストレイキャット」 | 将   | アリス九號. | 3:59 |
| 合計時間:                         | 合計時間:            | 8:00 |             |      |

| 全作詞: 将、全作曲: アリス九號.。 |                  |      |             |
| #                                 | タイトル         | 作詞 | 作曲・編曲  |
| 1.                                | 「WHITE PRAYER」 | 将   | アリス九號. |

通常盤
| 全作詞: 将、全作曲: アリス九號.。 |                      |       |             |      |
| #                                 | タイトル             | 作詞  | 作曲・編曲  | 時間 |
| 1.                                | 「WHITE PRAYER」     | 将    | アリス九號. | 4:01 |
| 2.                                | 「ストレイキャット」 | 将    | アリス九號. | 3:59 |
| 3.                                | 「THE LAST EMPIRE」  | 将    | アリス九號. | 4:03 |
| 合計時間:                         | 合計時間:            | 12:03 |             |      |

## 品番
|                        | リリース日   | 品番       |
| ---------------------- | ------------ | ---------- |
| 初回限定盤             | 2007年6月6日 | KICM-91206 |
| 通常盤                 | 2007年6月6日 | KICM-1206  |
| デジタル・ダウンロード | 2007年6月6日 | -          |

## 収録作品
WHITE PRAYER
- 『Alpha』[4]
- 『Alice Nine Complete Collection 2006-2009』[5]